# Final Fantasy Crystal Chronicles: Ring of Fates
Final Fantasy Crystal Chronicles: Ring of Fates (ファイナルファンタジー・クリスタルクロニクル リング・オブ・フェイト?, Fainaru Fantajī Kurisutaru Kuronikuru Ringu Obu Feito) è il secondo capitolo della serie Crystal Chronicles ed è stato pubblicato per Nintendo DS. Si tratta di un action RPG, come gli altri titoli della serie, ovvero, contrariamente al classico stile di Final Fantasy, i combattimenti sono in tempo reale.
La grafica è molto dettagliata e sono presenti alcuni pezzi dialogati tutti in inglese.